# Jackson (Ohio)
Jackson – miasto w Stanach Zjednoczonych, w południowej części stanu Ohio. Liczba mieszkańców w 2000 roku wynosiła 6432.